# Фокс (Аљаска)
Фокс (енгл. Fox) насељено је место без административног статуса у америчкој савезној држави Аљаска.

## Демографија
По попису из 2010. године број становника је 417, што је 117 (39,0%) становника више него 2000. године.
| Група             | 2000.       | 2010.       |
| Белци             | 260 (86,7%) | 329 (78,9%) |
| Афроамериканци    | 0 (0,0%)    | 2 (0,5%)    |
| Азијати           | 1 (0,3%)    | 3 (0,7%)    |
| Хиспаноамериканци | 4 (1,3%)    | 22 (5,3%)   |
| Укупно            | 300         | 417         |